# Marcela la Mayor
Claudia Marcela la Mayor (en latín, Claudia Marcella Maior; n. Roma, 43 a. C.) fue un miembro de la dinastía Julio-Claudia hija de Octavia, hermana del emperador romano Augusto, y del cónsul Cayo Claudio Marcelo.

## Biografía
Marcela la Mayor nació en el año 43 a. C. Fue criada y educada por su madre, su tío materno y por la emperatriz Livia. Entre los años 39 a. C. y 36 a. C. vivió en Atenas con su madre y Marco Antonio, su padrastro. En 36 a. C. acompañó a su madre cuando esta regresó a Roma.
Su primer esposo fue Agripa —segundo matrimonio para él— con quien se casó en el año 28 a. C. Puesto que Agripa disfrutaba de la estima de Augusto y le había sido leal durante la guerra civil, la boda con Marcela probablemente se debió a los fuertes lazos que unían a ambos hombres. Marcela, además, permitió que Agripa emparentara con una familia republicana de la élite. Aunque Agripa era mayor que Marcela, parece haber sido un buen marido.
El matrimonio de Marcela y Agripa tuvo hijos, pero no se sabe con seguridad si alguno de ellos sobrevivió a la edad adulta. Una mujer que podría ser hija suya: Vipsania. Su existencia se puede confirmar a partir de un fragmento de papiro de la oración que Augusto pronunció en el funeral de Agripa. El papiro revela que el general Publio Quintilio Varo era yerno de Agripa y menciona el matrimonio de Vipsania con Varo. En 23 a. C. su hermano Marco Claudio Marcelo murió y su prima paterna Julia la Mayor quedó viuda. En 21 a. C. Agripa se divorció de Marcela para casarse con Julia la Mayor.
Después del divorcio, Octavia la Menor acogió de nuevo a Marcela en su casa. Octavia organizó el matrimonio de Marcela con Julo Antonio, segundo hijo de Marco Antonio con Fulvia, su tercera esposa, que disfrutaba de la alta estima de Augusto. Marcela y Antonio tuvieron un hijo, Lucio Antonio, que más tarde fue enviado a Marsella (en un exilio no declarado) con la excusa de unos estudios. En el año 2 a. C. Julo Antonio fue ejecutado después de haber sido encontrado culpable de adulterio con Julia la Mayor. Después de esto, nada más se sabe de Marcela.